# Clelia

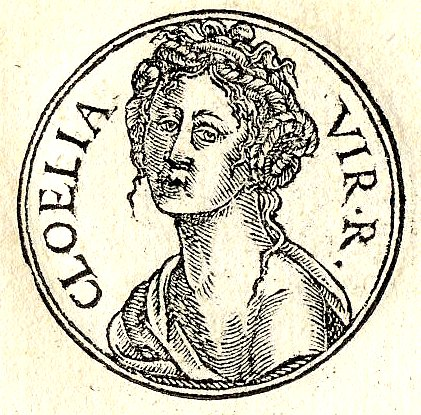
Efigie de Clelia en una medalla del Promptuarii Iconum Insigniorum (1553), de Guillaume Rouillé.

Según la tradición latina, Clelia (en latín Cloelia) fue una de las más reconocidas heroínas de Roma durante la República.

## Contexto
Después de la proclamación de la República romana, en el 509 a. C., y la expulsión de los Tarquinios de Roma, éstos se refugiaron con el rey etrusco Lars Porsena, y lo convencieron de que combatieran juntos para restablecerse ellos en el trono. Al principio, la guerra puso en ventaja a Porsena, que tomó el Janículo, pero luego se transformó en un asedio interminable. Sin embargo, gracias al éxito de Mucio Escévola, que siguió al de Horacio Cocles, Porsena decidió emprender negociaciones con los romanos. Se llegó al acuerdo de que los romanos entregaran rehenes a cambio de que se levantase el asedio.

## La leyenda
Porsena exigió que entre los rehenes figurasen cien vírgenes romanas. Cuando se aceptó el tratado y Porsena se dispuso a llevarse a las prisioneras y a retirar su ejército, una de las mujeres, llamada Clelia, escapó del grupo y cruzó a nado el río Tíber y entró después en la urbe. Porsena, indignado, mandó un ultimátum a Roma para que entregase a la virgen. Ante el temor de un nuevo asedio, el cónsul volvió a capitular y entregó a Clelia a manos de Porsena. Éste, lejos de matarla o castigarla, la mantuvo en su palacio, una vez retirado el sitio, con todas las comodidades y atenciones y, según algunos escritos, llegó a casarse con ella, admirando su valentía y amor por su patria. Además, liberó al resto de las prisioneras para que retornaran a sus casas. Por su parte, Roma agradeció los esfuerzos de Clelia y, en su recuerdo, erigió una estatua ecuestre de bronce en la Vía Máxima.

## La verdadera Clelia
Además de legendario, Clelia también es un personaje histórico, pero no se sabe con exactitud si protagonizó una escapada a Roma para volver con Porsena posteriormente. La leyenda plantea dos contradicciones: Porsena ya estaba casado cuando sitió Roma (ca. 450 a. C.) y la República prohibía las estatuas ecuestres que debían rendir homenaje a los personajes más ilustres.

## El legado
La figura de Clelia, junto con la de Cincinato, representaba los ideales de lealtad, valentía, humildad y sumisión a la honra que todos los romanos debían cumplir. Fue, si es verdadera su historia, una verdadera heroína que se sacrificó por su patria y que demostró la fuerza social que las mujeres ejercían en su época.